# Edward Howard-Vyse
Edward Howard-Vyse   (Edimburg, 27 de novembre de 1905 - 26 de desembre de 1992) va ser un militar de l'exèrcit britànic, així com un genet que va competir en els Jocs Olímpics d'Estiu de 1936.
Membre d'una família militar, el 1927 fou nomenat oficial de la Royal Artillery. Inicialment serví a la Índia, per tornar a Anglaterra el 1932.
El 1936 va prendre part en els Jocs Olímpics d'Estiu de Berlín, on va disputar dues proves del programa d'hípica amb el cavall Blue Steel. En la prova del concurs complet per equips va guanyar la medalla de bronze, mentre en la prova individual fou dinovè.
Durant la Segona Guerra Mundial va lluitar a França amb el Cos Expedicionari Britànic. El 1942 va ser ascendit a major. També va prendre part en la campanya d'Itàlia, en l'alliberament de Grècia i la invasió britànica de Síria. En acabar la guerra va assumir el càrrec de Director de la Royal Artillery de 1959 a 1961 i de 1961 a 1964 General officer commanding del Comandament Occidental. Es retirà el 1964.
Durant la seva carrera va ser reconegut amb la Creu Militar, com a Company de l'orde del Bany i Cavaller comandant de l'Orde de l'Imperi Britànic.